# Модья
Модья — река в России, протекает по Плесецкому и Холмогорскому районам Архангельской области. Длина реки составляет 69 км. Площадь водосборного бассейна — 432 км².
Начинается из безымянного озера, лежащего вблизи остановочного пункта 1065 км железнодорожной линии Обозерская — Архангельск. Течёт по выпуклой к северу дуге по залесенным болотам, затем направляется на юго-восток по елово-берёзовой тайге. В дальнейшем огибает с юга гряду Переломная Гора и сворачивает на северо-восток, сохраняя это направление до своего устья. Устье реки находится в 37 км по правому берегу реки Обокша к юго-западу от лесоучастка Обокша.
Основные притоки — Каска (лв, впадает в 9 км от устья у порога Перебор), Радная (пр).

## Данные водного реестра
По данным государственного водного реестра России относится к Двинско-Печорскому бассейновому округу, водохозяйственный участок реки — Северная Двина от впадения реки Вага и до устья, без реки Пинега, речной подбассейн реки — Северная Двина ниже места слияния Вычегды и Малой Северной Двины. Речной бассейн реки — Северная Двина.
Код объекта в государственном водном реестре — 03020300412103000034567.